# جيمي جونز (عازف بيانو)
جيمي جونز (بالإنجليزية: Jimmy Jones)‏ هو عازف جاز وعازف بيانو أمريكي، ولد في 30 ديسمبر 1918 في ممفيس في الولايات المتحدة، وتوفي في 29 أبريل 1982 في لوس أنجلوس في الولايات المتحدة.

## وصلات خارجية
- جيمي جونز على موقع ميوزك برينز (الإنجليزية)
- جيمي جونز على موقع أول ميوزيك (الإنجليزية)
- جيمي جونز على موقع ديسكوغز (الإنجليزية)